# Lluís Conesa Espín
Lluís Conesa Espín   (Cardona, 8 de novembre de 1944 - 24 de gener de 2025) va ser un director esportiu català, president del Club Joventut de Badalona des del 1982 fins al 1995, convertint-se el president més llorejat de la història del club.
Durant el seu mandat es van obtenir diversos títols, d'entre els quals destaquen la Copa d'Europa de 1994, títol que va marcar un abans i un després en la història del club. En aquells temps es va convertir en el primer club català, per davant del totpoderós FC Barcelona, a obtenir aquest títol. Sota la seva batuta es van fitxar, o van eclosionar des de la pedrera, jugadors com Jordi Villacampa, José Antonio Montero, Rafael Jofresa, Tomàs Jofresa, Josep Maria Margall, Ferran Martínez i Garriga i Mike Smith, entre d'altres. A més, des de la seva fundació el 1982, va presidir Baspenya, la societat anònima creada per posseir el major paquet d'accions del club.

## Palmarés
- 2 Lligues ACB 1990-91 i 1991-92
- 3 Copes del Príncep 1986-87, 1988-89 i 1990-91
- 6 Lligues catalanes 1986-87, 1987-88, 1988-89, 1990-91, 1991-92 i 1992-93
- 2 Supercopes d'Espanya 1985-86 i 1986-1987
- 1 Copa Korać 1989-1990
- 1 Copa d'Europa 1993-1994